# Vivian Hoo Kah Mun
Vivian Hoo Kah Mun (* 19. März 1990 in Kuala Lumpur) ist eine malaysische Badmintonspielerin.

## Karriere
Vivian Hoo Kah Mun gewann bei der Asienmeisterschaft 2010 Silber im Damendoppel mit Woon Khe Wei. Im Uber Cup 2010 wurde sie mit dem malaysischen Damenteam Fünfte. Bei der Malaysia Super Series 2011 reichte es dagegen nur zu Rang neun.

## Sportliche Erfolge
| Saison | Veranstaltung      | Disziplin   | Platz | Name                              |
| ------ | ------------------ | ----------- | ----- | --------------------------------- |
| 2010   | Perak Open         | Damendoppel | 1     | Lim Yin Loo / Vivian Hoo Kah Mun  |
| 2010   | Asienmeisterschaft | Damendoppel | 2     | Vivian Hoo Kah Mun / Woon Khe Wei |
| 2010   | Uber Cup           | Damenteam   | 5     | Malaysia                          |
| 2011   | Malaysia Open      | Damendoppel | 9     | Vivian Hoo Kah Mun / Lim Yin Loo  |